# Abu Bakr Muhammad ibn Zakarijja ar-Razi
Abu Bakr Muhammad ibn Zakarijja ar-Razi, znany również jako Rhazes (ur. 865 w Ar-Rajju, Persja, zm. 925 w Ar-Rajju) – perski lekarz, alchemik i filozof. Był jednym z najwybitniejszych lekarzy średniowiecznego świata islamu, autorem licznych dzieł medycznych, tłumaczonych także na łacinę.

## Życiorys
Przed rozpoczęciem studiów w dziedzinie medycyny praktykował jako alchemik. Początkowo kształcił się i pracował na stanowisku głównego lekarza w szpitalu w Ar-Rajju, następnie w Bagdadzie, gdzie spędził większą część życia. Jak wielu ówczesnych uczonych, pracował i studiował pod mecenatem pomniejszych władców, którzy zapewniali mu także utrzymanie na swoich dworach. W swoich dziełach i poglądach powoływał na Sokratesa w dziedzinie filozofii i Hipokratesa w dziedzinie medycyny. Rhazes pozostawił po sobie ok. 100 prac z różnych dziedzin nauki: filozofii, teologii, medycyny, matematyki, alchemii i in. 
Pod koniec życia stracił wzrok na skutek jaskry. Zgodnie z jednym, dość niepewnym przekazem Ibn Juljula, choroba była wynikiem urazu jakiego Rhazes doznał od uderzenia rządcy miasta, niezadowolonego z jego działalności alchemicznej

## Medycyna
Wiedzę medyczną gromadził ze źródeł greckich, arabskich i indyjskich. Jako pierwszy zastosował gips w celu unieruchomienia kończyny w przypadku złamania. 
Najsłynniejsze jego dzieło to 9-tomowe Al-Kitab al-hawi (Wszechstronna księga o medycynie), napisane dla władcy Ar-Rajju Mansura Ibn Ishaka, Znane w Europie z łacińskiego przekładu z XIII w. pt. Liber Continens, stanowi podsumowanie greckiej, syryjskiej, arabskiej i hinduskiej wiedzy medycznej. Uznawane jest za największe dzieło medyczne średniowiecza.  W tym dziele głosił pogląd, że nie należy ślepo naśladować Hipokratesa i Galenosa, lecz budować naukę medyczną w oparciu o obserwacje i eksperymenty.
Około roku 910 sporządził jeden z najwcześniejszych opisów odry zawarty w Traktacie o ospie i odrze (al-Judari wa al-Hasbah), w którym dokonywał pierwszego rozróżnienia między odrą i ospą prawdziwą, nie uważał jednak odry za chorobę zakaźną. Jego praca została przetłumaczona na łacinę dopiero w 1747 roku.

## Filozofia
Rozprawy filozoficzne Rhazesa były przez wieki zapomniane, doceniono je dopiero w XX wieku. Rhazes był symptomatycznym przedstawicielem panującej w okresie formowania się dojrzałej filozofii świata islamu tendencji do odchodzenia od ortodoksji. Jako filozof zajmował się przede wszystkim przyrodą, był materialistą zbliżającym się do ateizmu. Uznawał, że objawienie i nauka imamów nie dają się w żaden sposób pogodzić z rozumem. 
Wyznawał atomizm Demokryta, któremu jednak nie przydawał żadnej religijnej ani alegorycznej interpretacji. Zajmował się też zagadnieniem powstawania i ginięcia, odróżniając z jednej strony niezmienne podłoże rzeczywistości jaki stanowi czas, dzielony na absolutny i względny, oraz przestrzeń, także dzielona na absolutną i względną, od zmiennego wszechświata. Zmienne dla Rhazesa są także byty duchowe, uznane za zależne od przestrzeni i czasu. Objawienie i Koran nawet jeśli zawierają jakieś pierwiastki duchowe nie są dla Rhazesa czymś wiecznym i niezmiennym.
Szerzej znana jest także Duchowa fizyka Raziego, dotycząca etyki i alchemii.